# Wetscherni Brest
Wetscherni Brest (russisch Вечерний Брест) ist eine zweisprachige – Russisch und Belarussisch – regionale sozialpolitische Wochenzeitung, die am Freitag in Brest (Belarus) erscheint (Auflage 5000 (Januar 2021)).